# Басашти (Бакау)
Басашти (рум. Băsăști) насеље је у Румунији у округу Бакау у општини Паржол. Oпштина се налази на надморској висини од 416 m.

## Становништво
Према подацима из 2002. године у насељу је живело 660 становника, од којих су сви румунске националности.